# Save Darfur Coalition
Save Darfur Coalition est un organisme américain militant pour une intervention dans la guerre civile du Darfour. Il regroupe plus de 180 associations religieuses, politiques, et des droits de l'homme.

## Historique

### Fondation
La Save Darfur Coalition a été fondé le 14 juillet 2004. Le prix Nobel Elie Wiesel fut l'une des personnes qui contribua à sa fondation. Le quartier général de Save Darfur est à Washington.
La coalition a étendu son influence en acceptant d'intégrer des organisations représentant des races, religions et courants politiques différents : National Association for the Advancement of Colored People, Fédération américaine du travail - Congrès des organisations industrielles, American Islamic Congress, Arab American Institute, Association bouddhiste pour la paix, Council on American-Islamic Relations, Islamic Society of North America, Rabbinical Assembly, United Synagogue of Conservative Judaism et le National Association of Evangelicals.
En janvier 2006, la coalition lança une campagne pour envoyer un million de cartes postales pour le Darfour[réf. nécessaire].

## Membres de la coalition
- Sam Bell, Genocide Intervention Network (en)
- Dr. Mahmoud Braima, Darfuri Leaders Network
- Rev. Richard Cizik (en), New Evangelical Partnership for the Common Good
- Mike Edington, Wellspring Advisors
- Zeinab Eyega, Sauti Yetu Center for African Women
- Rev. David Emmanuel Goatley, Ph.D., Lott Carey Foreign Mission Convention
- Rabbi Steve Gutow, Jewish Council for Public Affairs
- Omer Ismail, Darfur Peace and Development
- Dr. Antonios Kireopoulos, National Council of Churches
- Ruth Messinger, American Jewish World Service
- John Prendergast, The ENOUGH Project
- Fr. Michael Perry, U.S. Conference of Catholic Bishops
- Jill Savitt, Dream for Darfur
- Scott Warren, STAND, A Student Anti-Genocide Coalition
- Rev. Gloria White-Hammond, M.D., My Sister’s Keeper
- Dr. James Zogby, Arab American Institute